# Беби-шауэр

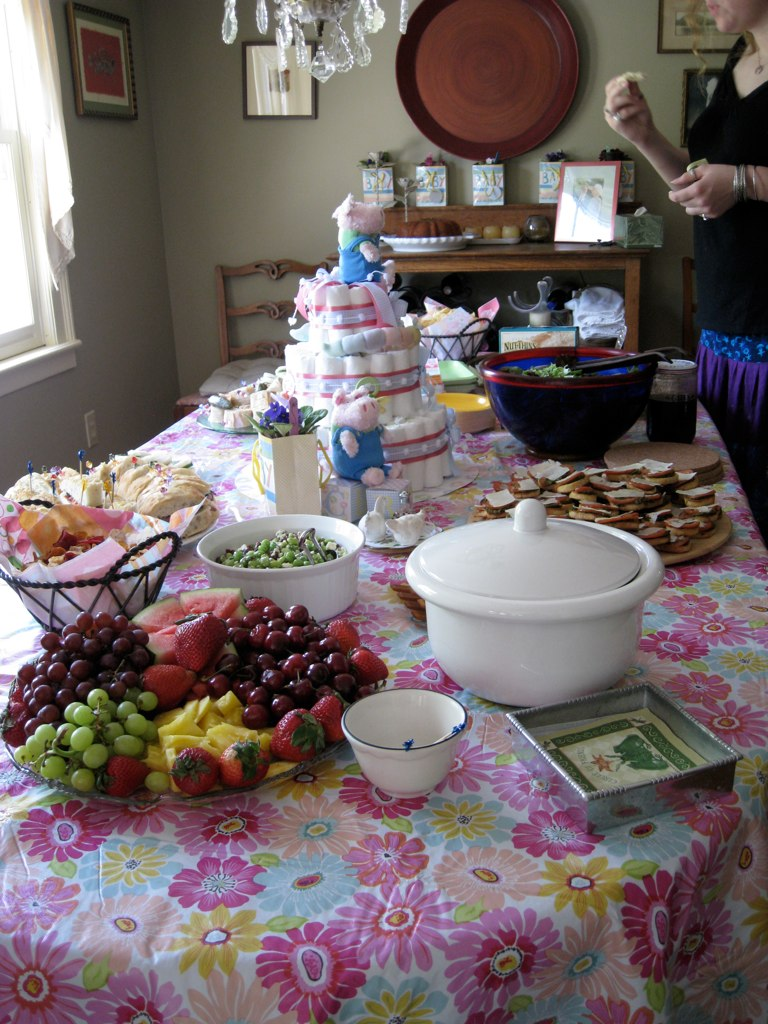
Накрытый стол для вечеринки. В центре можно увидеть Торт из подгузников, который делается из свёрнутых подгузников, детских бутылочек и т. д.

Беби-шауэр,  Беби-шауа (англ. baby shower, дождь [радости, добрых пожеланий, подарков] для малыша) — американский обычай устраивать вечеринку для будущей матери и праздновать рождение будущего ребёнка, ставший популярным в 21 веке. В современном виде беби-шауэр начал практиковаться в США после Второй мировой войны, а под влиянием американской культуры постепенно набирал и продолжает набирать популярность в ряде европейских стран.

## Этимология названия
Выражение baby shower происходит от названия похожего праздника bridal shower, ритуального «осыпания подарками» молодожёнов. 
Название подразумевает, что гости (в переносном смысле) осыпают подарками виновников торжества (англ. showered with gifts).

## История
Первые известные ритуалы, приуроченные к рождению ребёнка, известны из истории Древнего Египта, где, предположительно, на 14 день или на 40 день после рождения младенца проводились ритуалы или празднования.
В Древней Греции также существовала группа ритуалов, выполнявшихся после рождения ребёнка. Сразу после рождения младенца присутствующие издавали крик, сообщавший окружающим, что роды успешно завершены. Затем младенца и мать купали, и 10 дней они оставались «нечистыми» (ассистировавшие в родах люди оставались «нечистыми» 5 дней). На пятый или седьмой день жизни ребёнка его отец совершал амфидромию — несколько раз оббегал дом, что символизировало принятие нового человека в семью. В десятый день в доме проводили ритуал «деката», в котором молодая мать возвращалась в общество и занимала своё место в семейной иерархии. Также мать подносила дары богине деторождения Эйлейтии.
Подобно древнегреческой декате, в современном Иране родственники родившей жены посещают её на двенадцатый день.
В Средние века люди считали, что младенец подвергается не только физическим опасностям, но спиритическим, от злых духов. Во время родов присутствовал священник, обеспечивавший духовную защиту роженицы и младенца. Если роженица умирала не разродившись, акушерка должна была разрезать её и вынуть младенца для сохранения его жизни и последующего крещения.
В средневековых праздниках наиболее близким к беби-шауэр было крещение младенца, но оно проводилось без участия матери, которая на 40 дней изолировалась от общества. (Мать присутствовала на крещении только в том случае, когда крещение было отложено.) В обряде крещения крёстные родители дарили младенцу подарки, среди которых практически обязательным и наиболее важным подарком была пара серебряных ложечек. Крёстные в дальнейшем выполняли роли духовных наставников. Из-за стремления родителей получить много подарков, позвав в крёстные больше людей, церковь вынуждена была ограничить допустимое число крёстных.
В эпоху Возрождения роды приобрели мистическое значение, и будущую мать поздравляли с отсылками к Благовещению. Перед родами женщины получали специфические подарки — деревянные подносы, миски, изделия из майолики, предметы живописи, скульптуры, одежду, постельное белье и особую еду. Популярными подарками были расписные подносы для родов, в их росписи были пожелания крепкого здоровья и успешных родов.
В викторианскую эпоху в рамках приличий женщины скрывали беременность как можно дольше, а слова "беременность" и "беременна" были табуированы. Близким к современному празднику тогда были женские чаепития, устраиваемые у молодой матери вскоре после рождения ребёнка. В ту же эпоху среди женщин во время чаепитий были популярны игры, пытавшиеся предсказать беременность. Пример такой игры — если на блюдце у женщины оказались две ложки, это указывало на возможную или скорую беременность.
В начале 1900-х годов викторианские послеродовые чаепития превратились в дарение подарков, обычно собственноручного изготовления, за исключением серебряных вещиц. Однако на рождение второго ребёнка «осыпание» подарками женщины могло не проводиться.
В похожем на современный виде этот обычай появился в конце XIX века и в те времена проводился как женское чаепитие после рождения ребёнка, так как тогда считалось, что беременной женщине негоже появляться на публике. В 21 веке беби-шауэр практически всегда проводится задолго до родов, на них приглашают друзей, подруг с мужьями, коллег, соседей и других гостей.
В современном виде беби-шауэр сформировался после Второй мировой войны, во время беби-бума, под влиянием потребительской идеологии 1950—60х годов. Этот обычай стал иметь не только экономическое значение (обеспечение матери необходимыми для ухода за младенцем предметами быта), но и социально-ритуальное значение — превращение женщины в мать, её инициацию как матери.
До 21 века беби-шауэр был исключительно женским праздником, мужчин на него не приглашали. В 21 же веке он, сохранив основные особенности, сформировавшиеся в 1950-е, стал более демократичным и разнообразным. В нём теперь участвуют мужчины как из семьи, так и друзья и коллеги, в празднике могут быть феминистские мотивы, праздник проводится и по месту работы будущей матери.

## Празднование
По «старой традиции» на празднование приглашали только женщин. В «современном» варианте на праздник приглашают и женщин, и мужчин.
По традиции беби-шауэр проводится дома у одной из подруг будущей матери, но существуют и другие варианты, например в ресторане или в помещении для банкетов. Сама мать не догадывается, куда её пригласили — это должен быть сюрприз. На беби-шауэре могут присутствовать как уже состоявшиеся матери (это обязательно), так и женщины без детей. Современная мода — приглашать и мужчин. 
Беби-шауэр часто проводится незадолго до родов в доме будущих родителей. К празднику украшают комнату, виновницу торжества усаживают на специальное место. Все приглашённые приносят подарки будущему ребёнку, обычно это детская одежда, игрушки, предметы детской гигиены (нередко хозяева публикуют вишлист с желаемыми подарками, и приглашённые гости преподносят то, что нужно будущим родителям).
В течение всего вечера участники угощаются лёгкими закусками, играют в коллективные игры, общаются. Уже состоявшиеся матери могут делиться своим опытом.
Беби-шауэры принято устраивать перед рождением первого ребёнка.

## Ритуальное значение праздника
Антропологи указывают на значение беби-шауэра как ритуала перехода замужней женщины в статус матери, и позднее сформировавшегося ритуала перехода мужчины от бездетного статуса к статусу отца.
Связанные с беременностью и родами товары служат созданию идентичности плода как социального существа (и для потерявших ребёнка женщин они часто стали оставаться ценными памятными предметами). «Осыпание» будущей матери специфичными подарками перед родами, походы по магазинам, организованные вокруг будущего ребёнка, праздничная игровая атмосфера беби-шауэра, «тронное место» будущей матери на нём служат для того, чтобы внушить женщине особое поведение, связанное с ее новой ролью в обществе.
Милые «детские» игры во время праздника парадоксально инфантилизируют женщину и магически возвращают ее к невинности. Он также очерчивает и укрепляет личные отношения, которые формируют сообщество.

## Галерея изображений

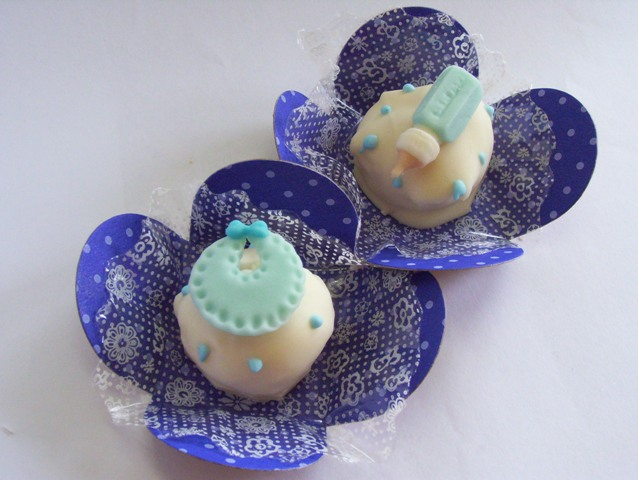
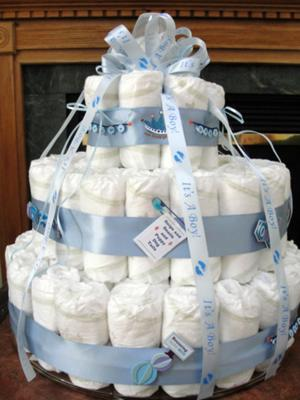
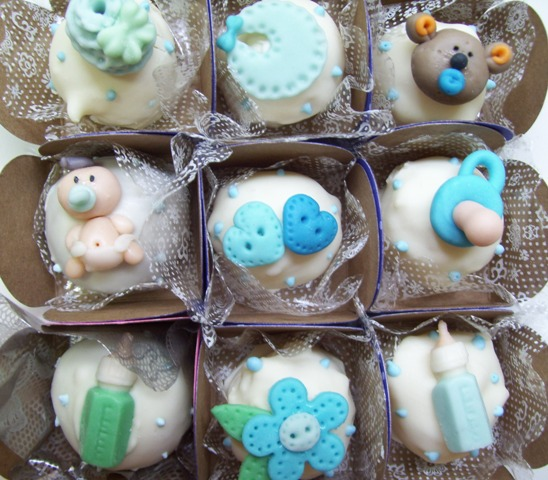
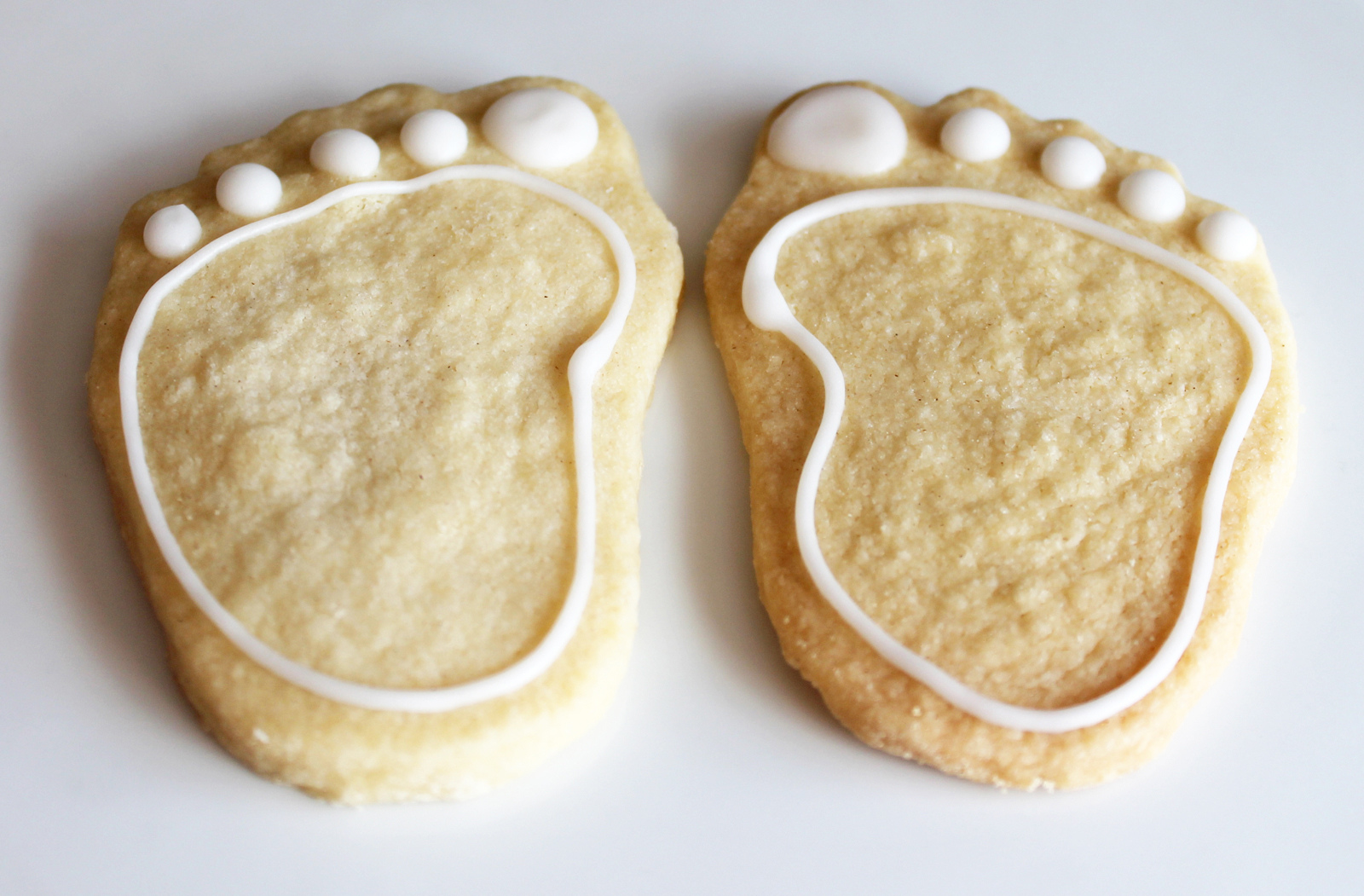
Праздничное печенье
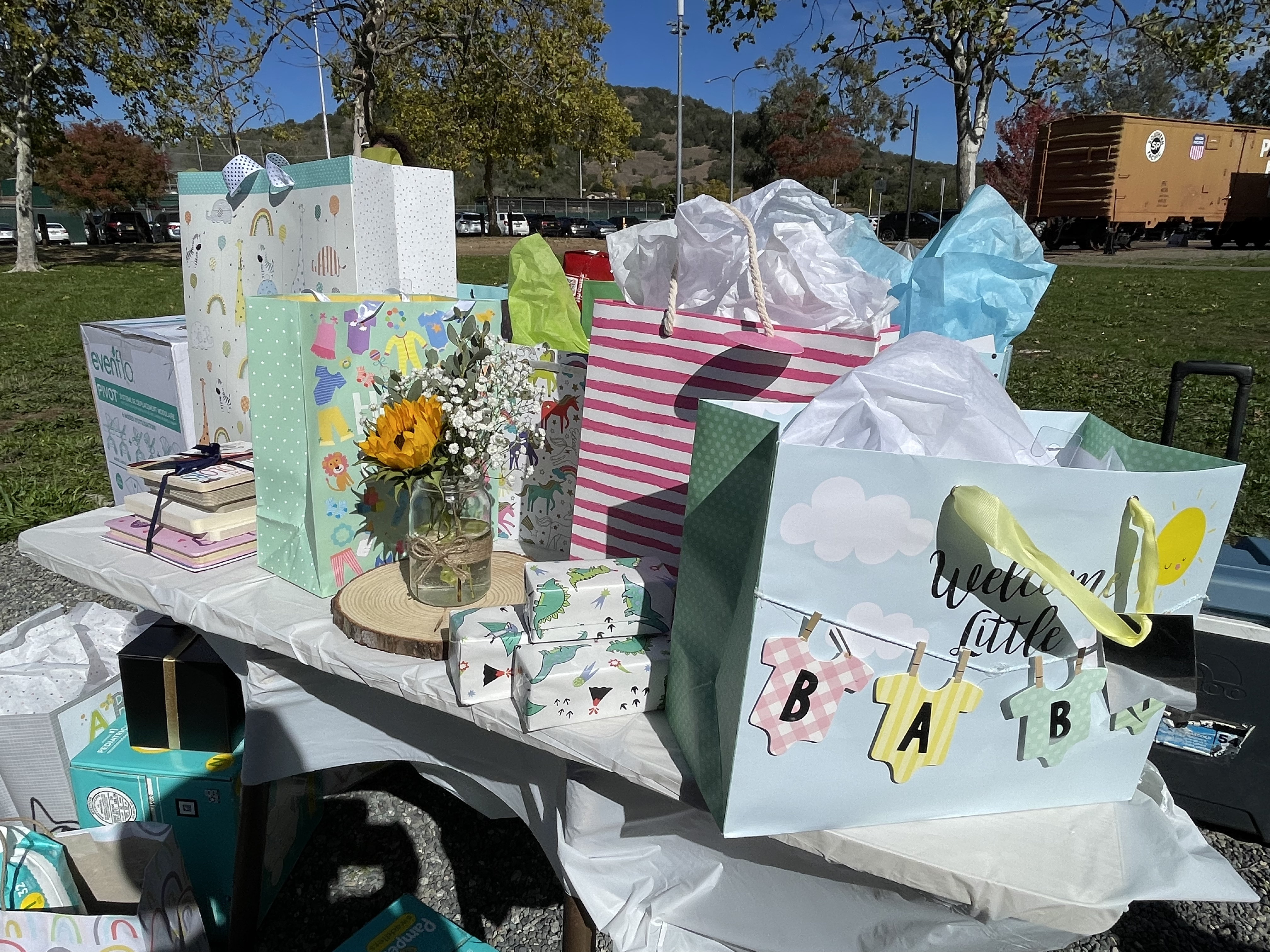
Стол с подарками будущей маме
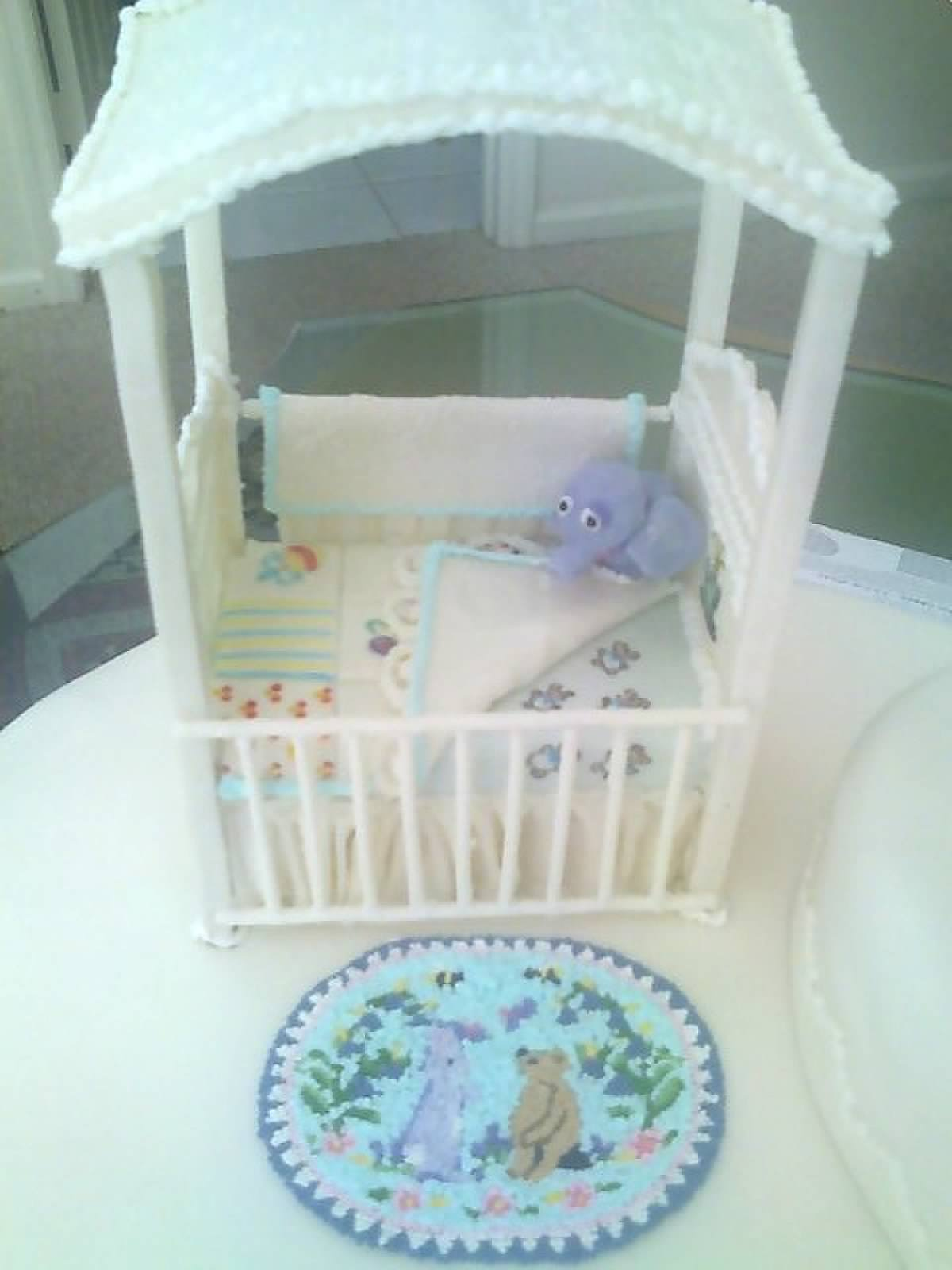
Декорация праздничного торта